# José María Narváez
José María Narváez (1768? Cádiz – 4. srpen 1840, Guadalajara, Mexiko) byl španělský průzkumník a mořeplavec, jehož cesty a objevy souvisí především s oblastí pobřeží amerického severozápadu. 5. července 1791 objevil a prozkoumal oblast v okolí bývalého města West Point Grey – součásti dnešního Vancouveru v kanadské provincii Britská Kolumbie.